# Villa Elvira (Bad Reichenhall)
Die Villa Elvira ist eine Villa und eine ehemalige Fremdenpension in der Kurfürstenstraße in Bad Reichenhall.
Villa Elvira steht unter Denkmalschutz und ist unter der Nummer D-1-72-114-313 in die Bayerische Denkmalliste eingetragen.

## Geschichte
Die Villa Elvira entstand Anfang der 1880er Jahre und damit eher als viele andere heute noch erhaltenen Kurpensionen und Fremdenheime, die zur Blütezeit des Kurbetriebs in Bad Reichenhall um die Jahrhundertwende gebaut wurden. Damals entstanden Dutzende Hotels, Kurpensionen und Fremdenheime, um die Kurgäste und Sommerfrischler unterzubringen. Heute werden Gebäude dieser Art kaum noch für touristische Zwecke genutzt, auch die Villa Elvira ist inzwischen ein normales Wohnhaus.

## Beschreibung
Villa Elvira ist ein zweigeschossiger Satteldachbau mit hohem Kniestock und gusseisernen Balkonen an den Giebelseiten. Das Gebäude wurde nach Plänen von Franz Gollinger 1882 errichtet.

## Lage
Die Villa Elvira befindet sich an der Straßenkreuzung Kurfürsten- und Riedelstraße in Bad Reichenhall.